# Chile Songs
El Chile Songs es una lista de éxitos musicales de Chile, publicada por Billboard desde febrero de 2022. Forma parte de la colección de listas Hits of the World de Billboard, que clasifica las 25 canciones más reproducidas de 40 países de todo el mundo.

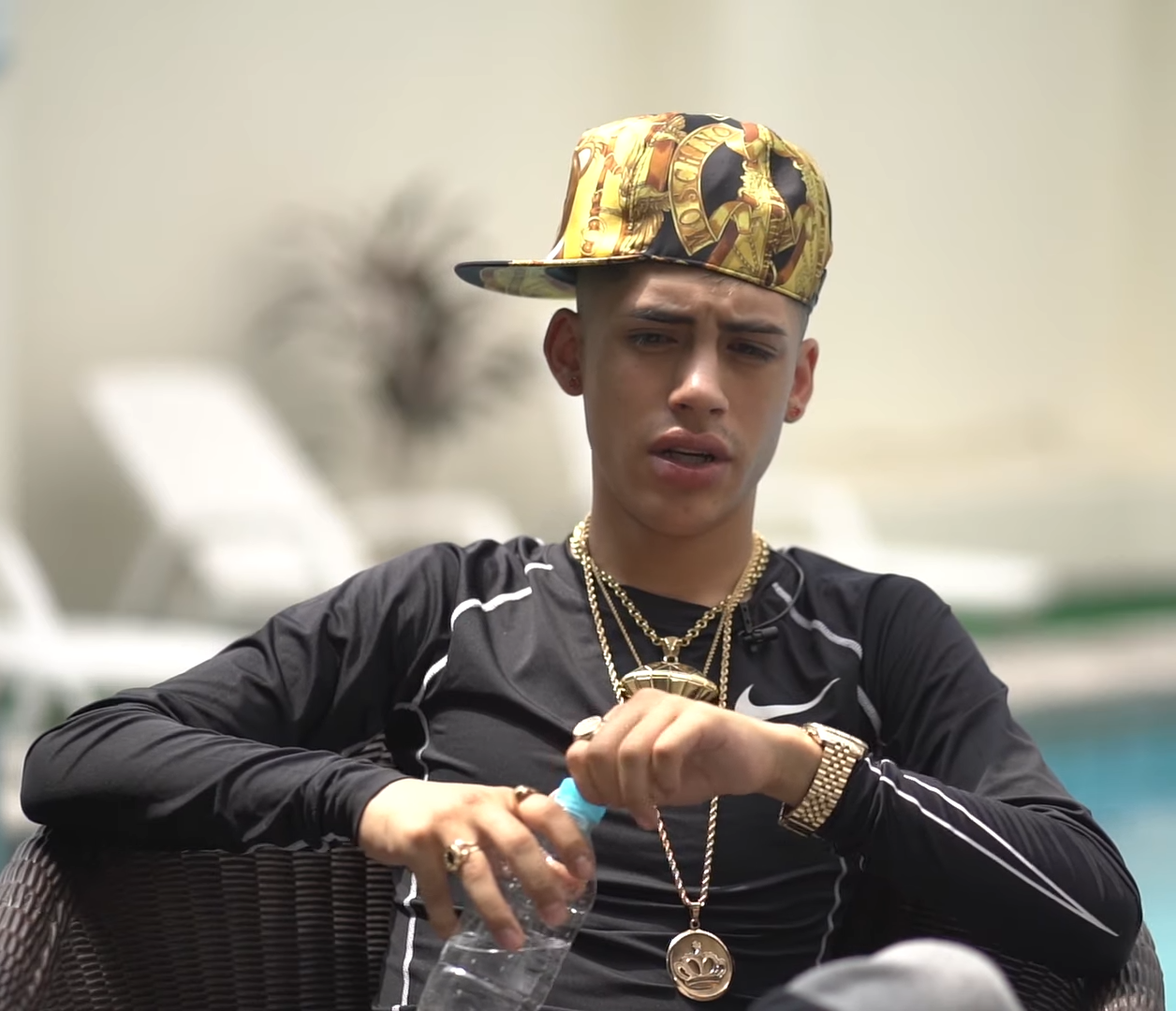
Cris MJ es poseedor actual del record con más semanas en el número uno con su canción «Marisola», interpretada junto a Standly.

## Lista de canciones número uno
2022 • 2023 • 2024 • 2025

## Hitos en el listado

### Canciones con más semanas en el número uno
| Canción                        | Artista                                      | Semanas #1 |
| ------------------------------ | -------------------------------------------- | ---------- |
| «Marisola»                     | Cris Mj y Standly                            | 11         |
| «A200»                         | King Savagge, Jairo Vera y Bayron Fire       | 10         |
| «Ando»                         | Jere Klein                                   | 9          |
| «Princesita de...»             | Jere Klein, Nickoog Clk, Lucky Brown, El Bai | 9          |
| «Gata Only»                    | FloyyMenor y Cris Mj                         | 9          |
| «Ponte lokita»                 | Katteyes y Kidd Voodoo                       | 9          |
| «Si no es contigo»             | Cris Mj                                      | 8          |
| «TQG»                          | Karol G y Shakira                            | 7          |
| «X eso bb»                     | Jere Klein y Nicki Nicole                    | 7          |
| «Si antes te hubiera conocido» | Karol G                                      | 7          |
| «Ultra solo»                   | Polimá Westcoast y Pailita                   | 6          |
| «Hey Mor»                      | Ozuna y Feid                                 | 6          |
| «Lala»                         | Myke Towers                                  | 6          |
| «Enrolar»                      | Kid Voodoo y DrefQuila                       | 6          |
| «Me arrepentí»                 | Ak4:20, Pailita y Cris Mj                    | 5          |
| «Después de las 1»             | Cris Mj y FloyyMenor                         | 5          |

### Canciones con más semanas en el listado
| Canción                                 | Artista                      | Semanas |
| --------------------------------------- | ---------------------------- | ------- |
| «Luna»                                  | Feid                         | 57      |
| «Ultra solo»                            | Polimá Westcoast y Pailita   | 54      |
| «Daytona»                               | Cris Mj                      | 54      |
| «Gata Only»                             | FloyyMenor y Cris Mj         | 50      |
| «Si antes te hubiera conocido»          | Karol G                      | 48      |
| «Si no es contigo»                      | Cris Mj                      | 43      |
| «Un finde»                              | Ke Personajes, FMK y Big One | 42      |
| «El amor de tu vida»                    | Gino Mella y Jairo Vera      | 42      |
| «Marisola»                              | Cris Mj y Standly            | 40      |
| «Me porto bonito»                       | Bad Bunny y Chencho Corleone | 37      |
| «La bachata»                            | Manuel Turizo                | 37      |
| «Mírame»                                | Blessd y Ovy on the Drums    | 36      |
| «Enrolar»                               | Kid Voodoo y DrefQuila       | 35      |
| «Classy 101»                            | Feid y Young Miko            | 34      |
| «¿Cuál es su nombre?»                   | Jere Klein                   | 33      |
| «Quevedo: BZRP Music Sessions, Vol. 52» | Bizarrap y Quevedo           | 32      |
| «X eso bb»                              | Jere Klein y Nicki Nicole    | 32      |
| «Hey Mor»                               | Ozuna y Feid                 | 31      |
| «Feliz cumpleaños Ferxxo»               | Feid                         | 31      |
| «Lala»                                  | Myke Towers                  | 31      |
| «Ando»                                  | Jere Klein                   | 31      |
| «Amargura»                              | Karol G                      | 31      |
| «Cosa linda»                            | Lucky Brown                  | 31      |
| «Qlona»                                 | Karol G y Peso Pluma         | 30      |
| «Die with a Smile»                      | Lady Gaga y Bruno Mars       | 30      |

### Artistas con más canciones número uno
| Artista    | Canciones N°1 |
| ---------- | ------------- |
| Cris Mj    | 9             |
| Jere Klein | 8             |
| Bad Bunny  | 7             |
| Pailita    | 4             |

### Artistas con más semanas en el número uno
| Artistas     | Semanas N°1 |
| ------------ | ----------- |
| Cris Mj      | 46          |
| Jere Klein   | 35          |
| Pailita      | 17          |
| Bad Bunny    | 17          |
| Kidd Voodoo  | 16          |
| Karol G      | 15          |
| Lucky Brown  | 15          |
| FloyyMenor   | 14          |
| Standly      | 13          |
| Jairo Vera   | 13          |
| Katteyes     | 13          |
| Shakira      | 10          |
| King Savagge | 10          |